# Червоний Граніт
Черво́ний Грані́т — пасажирський залізничний зупинний пункт Шевченківської дирекції Одеської залізниці.
Розташований у селі Михайлівка (поруч Капустянський гранітний кар'єр) Новоукраїнський район Кіровоградської області на лінії Імені Тараса Шевченка — Помічна між станціями Капустине (9 км) та Адабаш (6 км).
Станом на січень 2020 року щодня одна пара дизель-потягів прямує за напрямком Імені Тараса Шевченка — Помічна.